# Petroglifos de Portela da Laxe
Los petroglifos de Portela da Laxe son un conjunto de grabados rupestres de la Edad del Bronce localizados en Viascón, municipio de Cerdedo-Cotobade en Galicia (España).

## Características
La estación de arte rupestre estuvo compuesta por seis grupos, cuatro de ellos destruidos en el último cuarto del siglo XX durante las obras de ampliación de la carretera N-541 que une Pontevedra y Orense.
El los años 30 del siglo XX los grabados fueron estudiados por Ramón Sobrino Buhigas y recogidos en su obra Corpus Petroglyphorum Gallaeciae. La roca principal, de 7,80 m de largo por 2,80 m de ancho está situada en la parroquia de Viascón y presenta, a ras del suelo, grabados con combinaciones circulares con cazoleta, círculos simples, cuadrados rellenos de puntos, «soliformes»,paletas, alguna figura zoomorfa y esvásticas levógiras e destrógiras en la zona central, motivo característico de este yacimiento.
El otro grupo de la estación, compuesto por una roca de de 6 m de largo por 1,60 m de ancho, y por otra de 2,50 por 1,70 metros aproximadamente, presenta combinaciones circulares.

## Conservación
Las características litológicas del soporte de los grabados favorece su conservación, con procesos de alteración natural lentos. Sin embargo, la acción humana afecta su permanencia al actuar directamente sobre los paneles con actos de vandalismo, mediante extracción de piedra, obras de infraestructuras diversas o mediante la acción de los incendios forestales.
En el caso del yacimiento de  Portela da Laxe, de los seis grupos de rocas conocidos, cuatro de ellos fueron destruidos en el último cuarto del siglo XX durante las obras de ampliación de la carretera N-541.
En 2022, se realizaron trabajos de limpieza, conservación y «puesta en valor» de los petroglifos restantes a partir de un convenio firmado entre el Concello de Cerdedo-Cotobade y la Consellería de Cultura, Educación, Formación Profesional y Universidades de la Xunta de Galicia que aportó unos 30.000 euros destinados a preservar diversos yacimientos de la comarca.